# Vognfort
Et vognfort, wagenburg eller corral er en midlertidig fæstning lavet af vogne, arrangeret i et rektangel, en cirkel eller en anden form og muligvis forbundet med hinanden for at danne en improviseret militærlejr. Den kaldes også en laager (fra afrikaans), især i historiske afrikanske sammenhænge, og en tabor (fra polsk/ukrainsk/russisk) blandt kosakker.

## Overblik
Ammianus Marcellinus, en romersk officer og historiker fra 300-tallet, beskreb en romersk hær, der nærmer sig en gotisk lejr "ad carraginem". Historikere tolker dette som et vognfort.
Bemærkelsesværdige historiske eksempler inkluderer ungarerne under deres invasion af Europa i 800- og 900-tallet, husitterne under husitterkrigene i første halvdel af 1400-tallet, der kaldte det vozová hradba ("vognmur"), kendt på tysk som Wagenburg ("vognborg/vognfæstning"), taborer blandt Den polsk-litauiske realunions hære og kosakkerne samt laagere brugt af bosættere i Sydafrika.
Lignende, ad hoc-forsvarsformationer blev anvendt i USA, hvor de blev kaldt corrals.
De blev bl.a. anvendt af 1800-tallets amerikanske nybyggere, der rejste mod vest i karavaner med conestoga-vogne.